# Arbejdsindkomst
Arbejdsindkomst er den indkomst, man erhverver sig ved lønarbejde. For lønmodtagere er arbejdsindkomst lig med lønnen. Derudover omfatter arbejdsindkomsten også den del af de selvstændiges indkomst, der udgør vederlaget for deres arbejdsindsats.
Arbejdsindkomst udgør sammen med kapitalindkomst den primære indkomst. Henved to tredjedele af den primære indkomst i vestlige lande udgøres normalt af arbejdsindkomst og den sidste tredjedel af kapitalindkomst, jf. indkomstfordeling.